# Luis Enrique Calle Serna
Luis Enrique Calle Serna alias "Comba" o "Combatiente" es un narcotraficante colombiano y jefe del grupo narcoparamilitar "Los Rastrojos" con Diego Perez Henao alias "Diego Rastrojo". Era miembro del desaparecido Cartel del Norte del Valle, y tomó el relevo, junto a su hermano Javier Antonio Calle Serna, de las actividades ilegales del narcotraficante Wilber Varela alias "Jabón", cuya muerte se le atribuye a ellos y a "Diego Rastrojo". Fue socio de la organización criminal de los hermanos Miguel Ángel y Víctor Manuel Mejía Múnera. Fue en su momento uno de los 3 narcotraficantes más poderosos del país junto a su hermano y Daniel Barrera Barrera alias "El Loco Barrera" (capturado en Venezuela en 2012). En el mismo año 2012, junto a su hermano Javier, se entregó de manera voluntaria a las autoridades de Estados Unidos en Centroamérica.

## Nexos con las FARC
El 9 de octubre de 2010, el presidente colombiano Juan Manuel Santos reveló que en los computadores del Mono Jojoy se habían encontrado documentación que revela las alianzas entre las FARC y las Bandas Criminales, (BACRIM) ligadas al narcotráfico en Colombia. Específicamente se refirió a conversaciones entre el Mono Jojoy y otros miembros del secretariado de las FARC planeando alianzas estratégicas para traficar con drogas y combatir al estado colombiano con Daniel Barrera Barrera, alias "Loco Barrera", y Luis Enrique Calle Serna alias "Comba" o "Combatiente", jefe de la banda criminal "Los Rastrojos".